# قدیرلی (ماساللی)
قدیرلی (به ترکی آذربایجانی: Qədirli) یک منطقه مسکونی در جمهوری آذربایجان است که در شهرستان ماساللی واقع شده است. قدیرلی ۱۰۹۴ نفر جمعیت دارد.